# Jan Andreas Verhoeff
Jan Verhoeff (Brouwershaven, 25 juni 1911 - Renesse, 10 december 1944) was een Nederlandse verzetsstrijder tijdens de Tweede Wereldoorlog.

## Levensloop
Jan Andreas Verhoeff was huis- en kunstschilder en vanaf 1943 garnalenvisser te Brouwershaven. Al op 8 juni 1941 werd Verhoeff gearresteerd omdat hij een Duitse militair had toegeroepen: "rotmof". Van 16 juni 1941 tot 16 juni zat hij daarvoor in voorlopige hechtenis te Middelburg. Daar werd hij op vrije voeten gesteld omdat er nog geen vonnis was gewezen. Hij werd veroordeeld tot zes maanden gevangenisstraf. Van 21 oktober tot 18 november 1941 zat Jan Andreas gevangen in het Oranjehotel te Scheveningen. Vandaar werd hij overgeplaatst naar de Strafgefängnis te Kleef-Bochum-Wuppertal. Na een gratieverzoek van zijn predikant, ds.J.Meester van Brouwershaven werd hij een maand eerder vrijgelaten op 14 februari 1942.
Jan Andreas Verhoeff werd enkele maanden na zijn vrijlating lid van de Ordedienst, O.D., van Schouwen-Duiveland en actief in het verzet. Hij nam daaraan deel vanuit zijn gereformeerde geloofsovertuiging. Hij was betrokken bij de verzetsorganisatie "Landelijke organisatie voor hulp aan onderduikers" (de L.O.) onder leiding van Frits de Zwerver. Zijn verzetsnaam was Jan van Schouwen. Hij verspreidde het illegale Trouw, deed koeriersdiensten, bespioneerde als garnalenvisser scheepsbewegingen op de Grevelingen, die werden doorgegeven aan de geallieerden op St. Philipsland. 
In de nacht van 6 december 1944 werd Verhoeff gearresteerd door de Duitsers bij een poging met 16 anderen vanuit het bezette Schouwen-Duiveland met een mosselkotter met Engelse commando's over te steken naar het bevrijde Noord-Beveland. Op 10 december 1944 werd Jan Verhoeff met negen andere verzetsstrijders opgehangen te Renesse. Ze worden de Tien van Renesse genoemd.
Zijn vader, Hendrik Verhoeff, werd gedwongen zijn opgehangen zoon te aanschouwen. Dat gebeurde omstreeks 12.00 uur. Hij werd een paar uur later met zijn ongelukkige en ziekelijke vrouw en met twee dochters op straat gezet, conform het vonnis van de militaire rechtbank. De Duitsers namen onmiddellijk intrek in hun woning. Toen de heer Verhoeff in mei 1945, na de capitulatie, in zijn woning terugkwam, waren de meubels, eetgerei enz geroofd. Zijn gereedschappen en voorraad verf van zijn schildersbedrijf waren verdwenen.

## Bezoek van ds. H.C.Voorneveld aan Hendrik Verhoeff
De maandag na de ophanging waarbij de vader van Jan, Hendrik Verhoeff uit Brouwershaven aanwezig moest zijn, werd hij bezocht door ds. Voorneveld, die een boodschap had van zijn zoon Jan. Op zondag 10 december gaf de gereformeerde predikant aan de negen mannen geestelijke bijstand in een bunker op het terrein van Slot Haamstede een uur voor hun terechtstelling.
Over zijn bezoek aan Hendrik Verhoeff schrijft Ds. Voorneveld:
"De volgende dag ging ik andere familieleden opzoeken. Ik kwam in een gezin waarvan de vader de vorige dag gedwongen was, om naar zijn eigen zoon te kijken die opgehangen was. Wat het voor hem geweest moet zijn om zó zijn jongen te zien, geen buitenstaander die dit ooit zal beseffen. Men moet toch wel alle menselijkheid verloren hebben om dat van een vader te eisen. Maar waren het nog wel mensen? Had de duivel hen niet volkomen in zijn macht? Als een gebroken man was hij naar huis gegaan, terwijl anderen hem moesten ondersteunen.
En nu zat ik vóór hem. Nog was hij als versuft van de zware slag die hem was toegebracht. Ik moest hem en zijn gezin uitvoerig vertellen, wat zijn jongen mij had meegedeeld. En toen kon ik zeggen, dat hij mij de opdracht had gegeven: "Wilt U mijn ouders en mijn zusters zeggen, dat ik mijn zonden verzoend weet in het bloed van Christus?"
Toen greep er iets plaats, dat een onuitwisbare indruk op mij gemaakt heeft. Deze man, nog bedolven onder zijn smart, stond op, het was of zijn figuur iets profetisch kreeg en met krachtige stem sprak hij het uit: "Dominee, dan hebben we alle reden om God te danken!" Is ook dit niet alleen mogelijk geweest door de kracht van het geloof? Geen woord van haat of van wraak werd gehoord, hoewel zij ook hun huis waren uitgedreven, maar alleen dank aan God, omdat Deze hun jongen in Zijn heerlijkheid had opgenomen. Veel heb ik hier niet meer aan toe te voegen."

## Verzetsherdenkingskruis
Na de oorlog ontving Jan Verhoeff postuum het Verzetsherdenkingskruis 1940-1945 bij Koninklijk Besluit van 20 september 1982. Prins Bernhard reikte het in 1983 uit aan zijn zus Pie Verhoeff.